# Certificazione TCO

Il marchio TCO Certified

La certificazione TCO (ufficialmente TCO Certified) rappresenta un insieme di certificazioni di prodotti per l'ufficio (in particolare monitor per computer), istituzionalizzate nel 1992 dal sindacato svedese Tjänstemännens Centralorganisation (TCO, lett. "Organizzazione centrale dei dipendenti professionali"), per garantire che i prodotti informatici acquistati dai datori di lavoro mantengano gli standard ecologici e siano sufficientemente ergonomici da prevenire problemi di salute a lungo termine per i lavoratori e gli utenti finali.
La certificazione TCO è una delle più antiche certificazioni per dispositivi elettronici.

## Storia
All'inizio degli anni 1980 il TCO previde che i computer sarebbero diventati un'importante utilità lavorativa e cercò di stabilire standard ergonomici e di radiazioni per i monitor dei computer per proteggere i propri membri dai problemi di salute derivanti dal loro uso quotidiano. All'epoca il crescente utilizzo dei computer e dei monitor negli ambienti di lavoro dei colletti bianchi causava diffuse lamentele da parte dei dipendenti che soffrivano di affaticamento e stress visivo durante le ore post-lavoro proprio a causa dell'uso estensivo dei monitor. In effetti, le prime generazioni di monitor per computer erano spesso correlate ad affaticamento degli occhi e mal di testa dovuti a sfarfallio, tremolio e radiazioni elettromagnetiche. Nel 1986 il TCO pubblicò un elenco di base contenente requisiti e protocolli di test per verificare se un monitor fosse idoneo all'uso quotidiano continuo, così da supportare i datori di lavoro nella scelta dell'hardware giusto per i luoghi di lavoro.
I test elaborati dal TCO divennero un successo immediato: vennero tradotti in più lingue e furono utilizzati anche dai sindacati di altri paesi per promuovere un ambiente di lavoro più ergonomico. Tale successo portò alla fondazione di TCO Certified, uno spin-off guidato tra gli altri da Per Erik Boivie e Peter Magnusson, con l'obiettivo di creare un insieme di certificazioni e standard internazionali che potessero essere implementati direttamente dai produttori. A partire dallo standard TCO'92 nel 1992, TCO Certified definisce gli standard minimi di certificazione per le emissioni, il jittering e la sicurezza elettronica dei monitor per computer. Successivamente vennero introdotti standard specifici per altre categorie di prodotti informatici, tra cui le periferiche e gli stessi computer.

## Requisiti
TCO pubblica nuove linee guida ogni 3 o 4 anni. Gli standard, inizialmente circoscritti ai soli monitor per computer nel 1992, coprono un'ampia gamma di dispositivi informatici.

## Categorie di prodotti
Il marchio TCO Certified viene applicato sulle seguenti categorie di prodotti:
- monitor per computer
- notebook
- tablet
- smartphone
- computer desktop
- computer all-in-one
- videoproiettori
- cuffie
- prodotti per data center (dispositivi di rete, prodotti di archiviazione dati e server)